# Yvan Attal

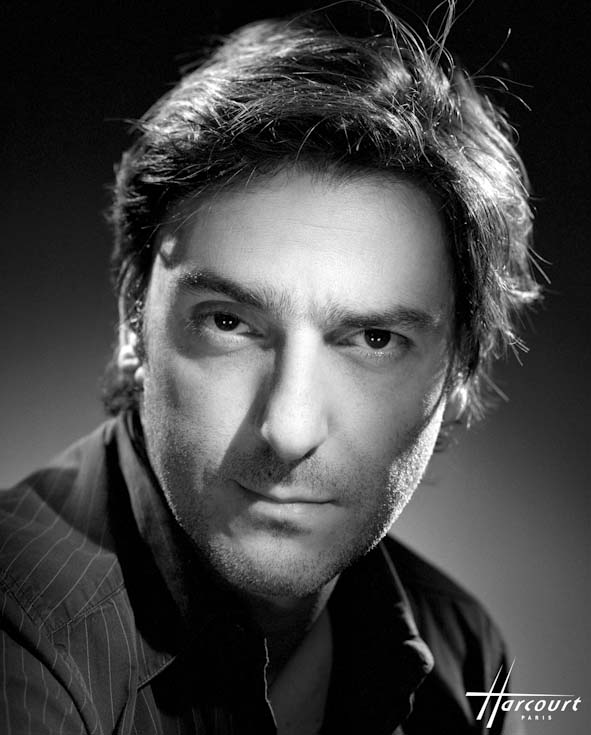
Yvan Attal

Yvan Attal (Tel-Aviv, 4 de janeiro de 1965) é um ator e diretor franco-israelense.

## Biografia
Nascido em Tel-Aviv, Israel, para pais francês-argelino judeu, ele cresceu nos subúrbios de Paris. Sua estréia como ator foi em pitié Éric Rochant's Un monde sans (1989), que lhe valeu um Prêmio César de Ator Mais Promissor. 
Seu primeiro filme como diretor foi Ma femme est une actrice (2001), que co-estrelado por Charlotte Gainsbourg, esposa na vida real. Eles têm dois filhos: Ben (nascido em 12 de Junho de 1997) e Alice (nascido em 8 de Novembro de 2002). 
Ele também é o genro do cantor pop francês Serge Gainsbourg.
Ele também atuou em The Interpreter e Anthony Zimmer, e em A Hora do Rush 3, onde interpretou um taxista francês chamado George e dublou a voz de Tom Cruise na versão francesa de Eyes Wide Shut (1999), Mission: Impossible II (2000) e Vanilla Sky (2001).